# 李瑞芳
李瑞芳（15世紀—16世紀），字時禎，江西南昌府豐城縣曲江人，明朝政治人物。

## 生平
李瑞芳是嘉靖元年（1522年）壬午科江西鄉試舉人，授永興知縣，調武義知縣，他個性清慎而坦易，重儒學愛人民，以寬和駕馭群眾，嚴禁盜賊、賭博和私宰，數年內人們都路不拾遺，再改任華容知縣，因廉潔被上級看輕，遭貶為揚州儒學教授，很快擢任承天通判，很快致仕，武義人民為其政績寫下《善政錄》，各地均將他奉入名宦祠，子孫則留居華容。

## 引用
1. 1 2  同治《豐城縣志·卷十三·人物志三》：李瑞芳，字時禎，曲江人，嘉靖鄉舉，初知武義多善政，調永興值大荒，倣《周禮》弛力薄徵索，神殺禮積粟之法，民賴之，再補華容，遘毁，遷淮揚教授，振興士類，却贄金，陞承天通判，去淮諸青衿立碑學宮，蒞承天留心民瘼，未幾致政歸，所在祀名宦。
2. ↑  同治《豐城縣志·卷八·選舉》：嘉靖元年壬午鄉試 解元陳昌積，是年解額倍數……李瑞芳 曲江人，通判，有傳
3. ↑  嘉慶《武義縣志·卷六·職官》：李瑞芳 《獻徵錄》（云）豐城人，由舉人嘉靖二十一年知武義縣，持身清慎，御眾寬和，盜賊賭博私宰悉嚴禁，草民不敢犯，數年內幾致道不拾遺，士民錄其政蹟，名曰《善政錄》，擢承天通判。
4. ↑  乾隆《華容縣志·卷五·官師志》：李瑞芳，江西豐城人，鄉貢，老成坦易，重儒愛民，性復廉遜，當路少之，疏貶揚州教授，尋遷承天府通判致仕，後家於華，其子孫至今昌盛云。